# مقاطعة وايت (تينيسي)
مقاطعة وايت هي مقاطعة في تينيسي، بلغ عدد سكانها 25٬841  نسمة، في 2010، عاصمتها سبارتا.

## الموقع
تشترك في الحدود مع:
- مقاطعة بوتنام (تينيسي).

## التقسيمات الإدارية
- سبارتا.

## أعلام
- إيرل ويب